# 17.º Batallón Aéreo de Reemplazo
El 17º Batallón Aéreo de Reemplazo (17. Flieger-Ersatz-Abteilung) fue una unidad de la Luftwaffe de la Alemania nazi.

## Historia
Fue formado el 1 de abril de 1937 en Quedlinburg, a partir del 12.º Batallón Aéreo de Reemplazo. El 1 de noviembre de 1938 es redesignado como 62° Batallón Aéreo de Reemplazo.

## Comandantes
- Coronel Hans-Eberhard Gandert (1 de abril de 1937 – 31 de julio de 1938).